# Østfyns Museer
Østfyns Museer blev dannet ved en fusion mellem Kerteminde Museer og Nyborg Museum 1. januar 2009.
Deres hovedafdelinger er museet Nyborg Slot på slottet af samme navn i Nyborg, Johannes Larsen Museet i Kerteminde og Vikingemuseet Ladby med Ladbyskibet. De driver også Farvergården, Toldboden, Museumsskibet Rylen og Byhistorisk Arkiv i Kerteminde, Hindsholm Egnsmuseum, bymuseet Borgmestergården i Mads Lerches Gård og Museumsskibet Johanne i Nyborg.